# Duna–Dráva Nemzeti Park Igazgatóság
A Duna–Dráva Nemzeti Park Igazgatóság (rövidítése: DDNPI) egyike a magyarországi nemzeti park igazgatóságoknak, pécsi székhelyű központi költségvetési intézmény, megalapítására 1996. április 17-én a 7/1996. (IV. 17.) KTM rendelet alapján került sor.

## Feladatai
A természetvédelem területi igazgatása körébe tartozó közfeladatokat lát el. Alaptevékenységét a természettudományi, műszaki alapkutatás, a génmegőrzés, fajtavédelem, a természetvédelem és tájvédelem igazgatása és támogatása, a védett természeti területek és természeti értékek bemutatása, megőrzése és fenntartása, könyv- és egyéb kiadással, valamint a szabadidős szolgáltatással kapcsolatos feladatok képezik.

## Működési területe
A DDNPI működési területét kormányrendelet határozza meg, mely kiterjed Baranya vármegye területére, Somogy vármegye  területére (kivéve Ádánd, Nagyberény, Nyim, Som, Szőkedencs, valamint a Balaton Kiemelt Üdülőkörzethez tartozó
települések közigazgatási területe Marcali település közigazgatási területe nélkül), Tolna vármegye területére, Bács-Kiskun vármegye területén 7 település közigazgatási területére (Bátmonostor, Csátalja, Dávod, Dunafalva, Hercegszántó, Nagybaracska, Szeremle) és Baja, Érsekcsanád, Fajsz, Sükösd településhatárokban a Duna–Dráva Nemzeti Park területére, Fejér vármegye területén pedig a Dél-Mezőföldi Tájvédelmi Körzet területére Alsószentiván, Cece és Vajta településhatárokban.
Működési területén több országos jelentőségű védett terület (egy az igazgatóság nevével megegyező nevű nemzeti park, 5 tájvédelmi körzet, 19 országos jelentőségű természetvédelmi terület), és több nemzetközi jelentőségű védett terület (több Natura 2000 terület, egy bioszféra-rezervátum, négy Ramszári egyezmény hatálya alá tartozó terület és kilenc erdőrezervátum) található.

## Tájvédelmi körzetek

### Boronka-melléki Tájvédelmi Körzet
A területen fellelhető vízfolyások a Balaton vízgyűjtő területéhez tartoznak. Legjelentősebb ilyen a Boronka-patak. Bár domborzati viszonyai alapján majdnem sík vidék, növényvilága mégis rendkívül változatos. Az éghajlat elsősorban a gerinctelen állatoknak kedvez. Az eddigi kutatások eredményeképpen sok védett kérész, sáska, lepke, bogár, erdei hangya, zengőlégy, fürkészlégy, pók és szitakötő fajt fedeztek fel.

### Dél-Mezőföld Tájvédelmi Körzet
A 12 mozaikból álló, 7546 hektár kiterjedésű védett terület Fejér és Tolna megye határán terül el, több védett és védelemre tervezett terület összevonásával 1999-ben jött létre. A védetté nyilvánítás célja a mezőföldi táj egyedi arculatát meghatározó löszképződmények, az Ős-Sárvíz hajdani medre helyén képződött futóhomokos területek és a rajtuk kialakult fajokban gazdag vegetáció és állatvilág megőrzése, a tájképi és kultúrtörténeti értékek védelme volt. A tájvédelmi körzet magába foglalja: a németkéri Látóhegyet, a szedresi tarka sáfrányost, a bikácsi Ökör-hegyet és a kistápéi láprétet is.

### Kelet-Mecsek Tájvédelmi Körzet
A Kelet-Mecsek felszíne mély völgyekkel tagolt, ezért változatos mikroklíma-viszonyok és ebből adódóan sokszínű növény- és állatvilág alakulhatott ki. A déli lejtők egyik jellegzetes növénye a bánáti bazsarózsa, a hűvösebb északi lejtőkön a növények közül a hegyi páfrány érdemel említést. A sziklás szurdokvölgyek a legjellegzetesebb védett növénye a gímpáfrány. Ritka fészkelő a kormos és a kis légykapó; a hegyi billegetőnek pedig szerény, de stabil állománya van a területen.

### Nyugat-Mecsek Tájvédelmi Körzet
Nyugat-Mecsek Tájvédelmi Körzet 2009. április 25-én létesült a Mecsekben. A tájvédelmi körzet területébe beolvadt négy, korábban védetté nyilvánított természetvédelmi terület: az Abaligeti-barlang felszíni védőterülete természetvédelmi terület, a Jakab-hegy természetvédelmi terület, a Meleg-mányi-völgy természetvédelmi terület és a Pintér-kert természetvédelmi terület. A Nyugat-Mecsek Tájvédelmi Körzet földtani, növény- és állattani értékeket egyaránt véd. Geológiai értékei közül a legfontosabb a terület délnyugati részén elhelyezkedő Jakab-hegy és környéke, amelynek látványos térfelszíni elemei a Babás-szerkövek, illetve a Zsongor-kő természetes kilátópontja.

### Zselici Tájvédelmi Körzet
A Mecsek hegység dombvidékkoszorújának nyugati tagjának, a Zselicnek túlnyomó részét erdő borítja. Aljnövényzetükben a kisvirágú hunyor és a berki szellőrózsa él. A Zalai-dombságról és Belső-Somogyból idáig terjedő fajként ismert az erdei ciklámen és a kakasmandikó. A Zselicség állatvilágának kutatása ma is folyik. A nagyvadállomány kiváló. Szép agancsú gímszarvasok, őzek és sok vaddisznó él a zselici erdőkben.

## Természetvédelmi területek
- Babócsai Basa-kert Természetvédelmi Terület: a monda szerint a babócsai végvárat ostromló pasa valamelyik felesége hozta be a nárciszt távoli hazájából, ami azóta jelentősen elszaporodott, s ma Európa legnagyobb összefüggő nárciszos területe.
- Baláta-tó: nádasos, mocsaras, zsombékos, lefolyástalan ősláp, a tó melletti réten kosborok nyílnak. Az erdőszéleket a szép királyné gyertyája díszíti. A hüllők közül a keresztes vipera és ennek fekete változata is él a területen.
- Bölcskei-nőszirmos természetvédelmi terület, Bölcske: egyik része a bölcskei tátorjános, ami a gyűrűsi löszvölgyek része. Balatonkenesén bukkantak rá először a kiveszettnek hitt tátorjánra, majd a nyolcvanas években a botanikusok Bölcske határában is találtak tátorjánt. A túlélés magyarázata az, hogy a Leányvári-dűlő Fürge-völgyéből kiemelkedő löszdombot nem tartották érdemesnek a feltörésre, megművelésre.
- Bükkhát természetvédelmi terület, Baranyahídvég, Páprád, Sámod, Vajszló.
- Csokonyvisontai Fás Legelő Természetvédelmi Terület: a földdarab máig megőrizte a Somogyra egykor jellemző legelőerdő gazdálkodás nyomait.
- Csombárdi-rét természetvédelmi terület, Mezőcsokonya.
- Dávodi Földvári-tó Természetvédelmi Terület, Dávod.
- Dunaszekcsői Löszfal Természetvédelmi Terület: a löszleszakadás 15 kilométer hosszú és még ma is állandóan alakul. Áradásokkor ugyanis a Duna alámossa, és ilyenkor kisebb-nagyobb darabok szakadnak le, csúsznak bele a vízbe. A terület a dunai madárvonulás jelentős állomása.
- Dunaszentgyörgyi-láperdő Természetvédelmi Terület, Dunaszentgyörgy, Paks.
- Fekete-hegy Természetvédelmi Terület: a botanikusok összesen 48 védett növényfajt mutattak ki erről a területről.
- Kapszeg-tó Természetvédelmi Terület, Mözs, Szekszárd.
- Mohácsi Történelmi Emlékhely Természetvédelmi Terület: Az emlékhelyet a csata 450. évfordulóján avatták fel 1976. augusztus 29-én.
- Nagy-mező – Arany-hegy Természetvédelmi Terület: A Zengő lábánál elterülő Nagy-mező nevének megfelelően hatalmas kiterjedésű. Déli részét legelőként használták. Sajnos ezzel felhagytak, pedig éppen a legeltetés biztosította a fokozottan védett bánáti bazsarózsa és a tavaszi hérics fennmaradását. Ezeket ugyanis a legelő állatok mérgező voltuk miatt elkerülték. Az Arany-hegy értéke a bodzaszagú ujjaskosbor.
- Pacsmagi-tavak Természetvédelmi Terület: a Kaposba ömlő Koppány-patak felduzzasztásával keletkezett az az öt halastó, melyek mára eliszaposodtak és rengeteg madár számára biztosítanak élőhelyet. Az alig félezer hektáron mintegy 54 madárfaj fészkel és vonuláskor akár 111 faj is találhat pihenőhelyet.
- Rinyaszentkirályi-erdő Természetvédelmi Terület: a rétisasok kedvelt fészkelőhelye és éppen ezért e faj magyarországi populációjának megmentése céljából kiemelkedő jelentőségű.
- Szakadáti Legelő Természetvédelmi Terület: az őszi füzértekercs Tolna megyéből elsőként a szakadáti dombokról került elő. Ez az apró orchideafaj a birkalegelőnek használt völgy eldugott oldalágának egy kis területén virágzott nagyobb számban. Ez a kis terület 1989-ben kapott védettséget.
- Szársomlyó Természetvédelmi Terület: a Szársomlyó északi és déli oldalának klímája különböző, mert a csupasz déli lejtő nappal hamarabb felmelegszik, viszont a benőtt északi éjszakánként lassabban hűl le. Így a fokozottan védett magyar kikerics már január-februárban virágzik. A Villányi-hegység, és ezen belül a Szársomlyó sok növény egyedüli magyarországi élőhelye. Többek között itt él a bakszarvú lepkeszeg, a törpe szádorgó és a korongos lucerna.
- Szentegáti-erdő Természetvédelmi Terület: a vörös kánya és a fekete gólya fészkelőterülete. Mindkét faj nagyon kényes, a legkisebb háborgatást sem viselik el.
- Villányi Templom-hegy Természetvédelmi Terület: A villányi Templom-hegyen – nevével ellentétben – nem áll templom. Az a hegy lábánál épült fel, a hegytetőn pedig kőbánya nyílt, ahol a kőbányászok tárták fel a Templom-hegy ammonita-maradványait.

## Ex lege védettség
A természet védelméről szóló 1996. évi LIII. törvény erejénél fogva Magyarországon védelem alatt áll valamennyi forrás, láp, barlang, víznyelő, szikes tó, kunhalom, földvár, és országos jelentőségűnek minősülnek.
- Lápok: az igazgatóság működési területén 296 lápot tartottak nyilván 2018-ban.[5]
- Kunhalmok: az igazgatóság működési területén 13 kunhalmot tartottak nyilván 2018-ban.[5]
- Földvárak: az igazgatóság működési területén 137 földvárat tartottak nyilván 2018-ban.[5]
- Források: az igazgatóság működési területén 192 forrást tartottak nyilván 2018-ban.[5]
- Víznyelők: az igazgatóság működési területén 129 víznyelőt tartottak nyilván 2018-ban.[5]
- Barlangok: az igazgatóság működési területén 246 barlangot tartottak nyilván 2018-ban.[5]

## Természeti emlékek

### Földtani alapszelvények
Az alábbi 8 földtani alapszelvényt minősítették természeti emléknek (TE) az igazgatóság működési területén:
- Aranyos-völgy-Dél földtani alapszelvény TE, Ófalu
- Aranyos-völgy-Észak földtani alapszelvény TE, Ófalu
- Csarnótai Cser-hegy és kőfejtő földtani alapszelvény TE, Csarnóta, Harkány
- Községi alapponti földtani alapszelvény TE, Mórágy
- Meszes-völgyi földtani alapszelvény TE, Ófalu
- Mórágyi kőfejtő földtani alapszelvény TE, Mórágy
- Paksi löszfal földtani alapszelvény TE, Paks
- Studer-völgyi földtani alapszelvény TE, Ófalu

## Nemzetközi egyezmény hatálya alá tartozó védett területek
Az itt felsorolt, természetvédelmi szempontból jelentős területeknek nemzetközi egyezmény, illetve kitüntető cím biztosít oltalmat.

## Natura 2000 területek
A Natura 2000 hálózat olyan természetvédelmi területeket foglal magába az Európai Unió teljes területén, amelyek vagy madártani, vagy élőhelyi szempontból kiemelt jelentőségűek. Lényeges, hogy a Natura 2000 területek természeti sokszínűségét az ott folyó gazdálkodás mellett kell megőrizni. A Natura 2000 területek megóvása európai érdek, de nemzeti felelősség. Az igazgatóság működési területén az alábbi helyekről készült Natura 2000 fenntartási terveket fogadták el:
| A terület kódja     | A Natura 2000 terület neve          | A terület típusa KMT (különleges madárvédelmi terület) KTT (különleges természetmegőrzési terület) |
| ------------------- | ----------------------------------- | -------------------------------------------------------------------------------------------------- |
| HUDD10002           | Nyugat-Dráva                        | KMT                                                                                                |
| HUDD10006           | Pacsmagi-tavak                      | KMT                                                                                                |
| HUDD10008           | Belső-Somogy                        | KMT                                                                                                |
| HUDD10013           | Zselic                              | KMT                                                                                                |
| HUDD20001           | Tenkes                              | KTT                                                                                                |
| HUDD20003           | Villánykövesdi Fekete-hegy          | KTT                                                                                                |
| HUDD20004           | Dél-Zselic                          | KTT                                                                                                |
| HUDD20006           | Szársomlyó                          | KTT                                                                                                |
| HUDD20007           | Kelet-Dráva                         | KTT                                                                                                |
| HUDD20008           | Ormánsági erdők                     | KTT                                                                                                |
| HUDD20010           | Ócsárd-Hegyszentmártoni völgyek     | KTT                                                                                                |
| HUDD20011           | Szekszárdi-dombvidék                | KTT                                                                                                |
| HUDD20012           | Geresdi-dombvidék                   | KTT                                                                                                |
| HUDD20014           | Jánosházi-erdő és Égett-berek       | KTT                                                                                                |
| HUDD20015           | Kisbajomi erdők                     | KTT                                                                                                |
| HUDD20016           | Észak-Zselici erdőségek             | KTT                                                                                                |
| HUDD20017           | Mocsoládi-erdő                      | KTT                                                                                                |
| HUDD20018           | Pati-erdő                           | KTT                                                                                                |
| HUDD20019           | Mernyei-erdő                        | KTT                                                                                                |
| HUDD20020           | Közép-mezőföldi löszvölgyek         | KTT                                                                                                |
| HUDD20022           | Szakadáti löszgyepek                | KTT                                                                                                |
| HUDD20023           | Tolnai Duna                         | KTT                                                                                                |
| HUDD20024           | Aparhanti sztyepp                   | KTT                                                                                                |
| HUDD20026           | Lengyel-hőgyészi erdők              | KTT                                                                                                |
| HUDD20028           | Koppány-menti rétek                 | KTT                                                                                                |
| HUDD20029/HUDD10005 | Kisszékelyi-dombság                 | KTT/KMT                                                                                            |
| HUDD20030/HUDD10007 | Mecsek                              | KTT/KMT                                                                                            |
| HUDD20032/HUDD10003 | Gemenc                              | KTT/KMT                                                                                            |
| HUDD20033           | Nagyhajmási dombok                  | KTT                                                                                                |
| HUDD20039           | Dékány-hegy                         | KTT                                                                                                |
| HUDD20040           | Tengelici homokvidék                | KTT                                                                                                |
| HUDD20044           | Boronka-melléke                     | KTT                                                                                                |
| HUDD20045/HUDD10004 | Béda-Karapancsa                     | KTT/KMT                                                                                            |
| HUDD20046           | Törökkoppányi erdők                 | KTT                                                                                                |
| HUDD20050           | Szenes-legelő                       | KTT                                                                                                |
| HUDD20051           | Darányi borókás                     | KTT                                                                                                |
| HUDD20052           | Ormánsági vizes élőhelyek és gyepek | KTT                                                                                                |
| HUDD20053           | Csokonyavisontai fás legelő         | KTT                                                                                                |
| HUDD20054           | Nyugat-Dráva                        | KTT                                                                                                |
| HUDD20055           | Zákány-őrtilosi dombok              | KTT                                                                                                |
| HUDD20056           | Közép-Dráva                         | KTT                                                                                                |
| HUDD20060           | Rinyaszentkirályi-erdő              | KTT                                                                                                |
| HUDD20062           | Nyugat-Dráva-sík                    | KTT                                                                                                |
| HUDD20063           | Szentai erdő                        | KTT                                                                                                |
| HUDD20065           | Töttösi-erdő                        | KTT                                                                                                |
| HUDD20066           | Pécsi-sík                           | KTT                                                                                                |
| HUDD20067           | Székelyszabari erdő                 | KTT                                                                                                |
| HUDD20068           | Gyékényesi erdők                    | KTT                                                                                                |
| HUDD20069           | Paksi ürgemező                      | KTT                                                                                                |
| HUDD20070           | Tengelici rétek                     | KTT                                                                                                |
| HUDD20071           | Paksi tarka sáfrányos               | KTT                                                                                                |
| HUDD20072           | Dunaszentgyörgyi-láperdő            | KTT                                                                                                |
| HUDD20073           | Szedresi Ős-Sárvíz                  | KTT                                                                                                |

## Bioszféra-rezervátum
Az igazgatóság működési területén egy bioszféra-rezervátum, a Mura-Dráva-Duna Bioszféra-rezervátum található, ami öt ország (Magyarország, Ausztria, Horvátország, Szerbia és Szlovénia) természeti területeit öleli fel. Magyarországra eső területéhez két nemzeti park igazgatóság, a Duna–Dráva Nemzeti Park Igazgatóság és a Balaton-felvidéki Nemzeti Park Igazgatóság védett természeti területeinek és Natura 2000 területeinek egy része tartozik.

## A Rámszari egyezmény hatálya alá tartozó területek
Az igazgatóság működési területén található négy Rámszari terület:
- Béda-Karapancsa
- Gemenc
- Pacsmagi-tavak
- Szaporcai-Ős-Dráva

## Erdőrezervátumok
Az igazgatóság területén az alábbi 9 erdőrezervátum található:
- Ropolyi-erdő Erdőrezervátum (Zselic)
- Dávodi-erdő Erdőrezervátum (Somogyi-dombság)
- Baláta-tó Erdőrezervátum (Zalai-dombság)
- Buvat, Keszeges-tó Erdőrezervátum (Sárköz)
- Dél-Veránka, Sasfok Erdőrezervátum (Sárköz)
- Kádár-sziget Erdőrezervátum (Sárköz)
- Bükkhát Erdőrezervátum (Dráva-mellék)
- Matty Erdőrezervátum (Dráva-mellék)
- Kőszegi-forrás Erdőrezervátum (Mecsek)

## Látogatóhelyek
Az igazgatóság működési területén működő bemutatóhelyek:
- Abaligeti-barlang és Denevérmúzeum, Abaliget
- Boki-Duna halászati bemutató, Kölked-Erdőfű
- Dráva Kapu Bemutatóközpont, Barcs-Drávaszentes
- Fehér Gólya Múzeum, Kölked
- Mészégető-források barlangja, Orfű
- Mohácsi Nemzeti Emlékhely, Mohács-Sátorhely
- Ős-Dráva Látogatóközpont, Szaporca
- Pintér-kert Arborétum és Tettye Oktatási Központ, Pécs
- Szársomlyó és Nagyharsányi Szoborpark, Nagyharsány
- Tettyei Mésztufa-barlang, Pécs

## Forrás
- A Duna–Dráva Nemzeti Park Igazgatóság honlapja